# Альтгайм (Егінген)
Альтгайм (Егінген) (нім. Altheim (Ehingen)) — громада в Німеччині, знаходиться в землі Баден-Вюртемберг. Підпорядковується адміністративному округу Тюбінген. Входить до складу району Альб-Дунай.
Площа — 7,80 км2. Населення становить 636 ос. (станом на 31 грудня 2020).